# 외교백서
외교백서(外交白書) 또는 외교청서는 외교부의 주요 외교사안 및 정책에 대한 국민 이해를 증진시키고 학계, 언론계 등에서 참고 자료로 활용할 수 있도록 만든 보고서를 말한다.

## 국가 목록
오늘날 대부분의 국가들은 각국의 외교 백서를 출간하고 있으며, 이를 통해서 자국의 외교 정책을 설명한다. 이는 단순히 외교 정책에 대한 설명에 국한되지 않고, 자국의 타국과의 관계, 국제사회와 관계, 자국의 국가이익, 자국의 외교정책의 목적과 방향성 등에 대해서 서술한다.
- 대한민국: 대한민국 외교부(구 대한민국 외교통상부)는 매년 외교 백서를 발간하고 있다. 역대 발간된 국·영문 외교백서 모두를 최초로 ‘e-book'(전자책)으로 제작하고 있으며 우선 2004~2012년 국문 외교백서를 홈페이지에 게재하였다. 2013년부터 제작된 외교백서 ‘e-book'은 검색, 하이라이트 기능을 제공하고 스마트폰에서도 열람이 가능해 이용자들이 보다 편리하게 외교백서를 접할 수 있다.[1]
- 미국: 미국 국무부에서 매년 외교 백서를 발간한다.[2]
- 일본: 일본 외무성에서 매년 발간하며, 외교청서라고 부른다.[3]
- 중국: 중화인민공화국 국무원에서 비정기적으로 발간한다.[4]
- 뉴질랜드: 뉴질랜드 외교통상부가 발간한다.[5]
- 러시아: 러시아 외무부가 매년 발간한다.[6]
- 호주: 호주 외교통상부는 매년 외교 백서를 발간하고 있다.
- 피지: 2024년에 처음으로 발간하였다.

## 같이 보기
- 외교 정책
- 국제 관계